# Rainrod (Schwalmtal)
Rainrod ist ein Ortsteil der Gemeinde Schwalmtal im mittelhessischen Vogelsbergkreis.

## Ortsgeschichte

### Mittelalter
Erstmals schriftlich erwähnt wurde der Ort 1341 als Reinerode. Der Ort soll aus den drei Höfen Güntershof, Finkenhof und Römerhof entstanden sein. Von diesen Höfen ist der Finkenhof 1573 in einem Salbuch nachweisbar.
Die Lage der heutigen Wüstung war zwischen Rainrod und Brauerschwend. Solche Orte mit der Endung -hof im Singular deuten zumeist auf einen jüngeren Einzelhof hin.
1358 bekennen der Wäppner Widekind Fincke und seine Ehefrau Sanne in einem Kopiar, dass sie dem Propst, Meisterin und Konvent des Klosters Immichenhain ihre Hube in „Reinerodde“, welche die Tochter der Wynandis besitzt und die beim Kirchhof des genannten Dorfes liegt, mit allen Zugehörungen, ausgenommen ihres Gerichtsrechts, für 34 Schilling großer Turnose verkauft und darauf verzichtet hätten. 
1398 heißt es: „... eyn gud zu Reinerodde“
Ein weiteres Kopiar, verfasst 1551, nennt für 1479: Reinrode.
Die Namensforschung deutet den Ortsnamen als „Siedlung des Regin“. In seiner heutigen Form „Rainrod“ wird der Ortsname als Ableitung von dem Appellativum „Rain“ = „ungepflügter Streifen zwischen Äckern“ angesehen.

### Neuzeit
Eine erste Kirche stand auf dem Gelände des Güntershofes. Die heutige evangelische Fachwerkkirche wurde in den Jahren 1660 bis 1673 erbaut. Zu Beginn des 18. Jahrhunderts war der Ort dem Gericht Schwarz zugeordnet. Im 19. Jahrhundert war Rainrod als Weberdorf bekannt.
Die Statistisch-topographisch-historische Beschreibung des Großherzogthums Hessen berichtet 1830 über Rainrod:

„Rainrod (L. Bez. Alsfeld) evangel. Filialdorf; liegt 1 St. von Alsfeld, hat 72 Häuser und 501 Einwohner, die alle evangelisch sind. Hier findet sich auch innerhalb des Orts ein Forsthaus.“

Im Zuge der Gebietsreform in Hessen bildet Rainrod zusammen mit weiteren acht zuvor selbständigen Ortschaften seit dem 31. Dezember 1971 die Gemeinde Schwalmtal.

## Verwaltungsgeschichte im Überblick
Die folgende Liste zeigt die Staaten und Verwaltungseinheiten, denen Rainrod angehört(e):
- vor 1567: Heiliges Römisches Reich, Landgrafschaft Hessen, Amt Alsfeld[15]
- ab 1567: Heiliges Römisches Reich, Landgrafschaft Hessen-Marburg, Amt Alsfeld
- 1604–1648: Heiliges Römisches Reich, strittig zwischen Landgrafschaft Hessen-Darmstadt und Landgrafschaft Hessen-Kassel (Hessenkrieg)
- ab 1604: Heiliges Römisches Reich, Landgrafschaft Hessen-Darmstadt, Oberamt Alsfeld, Gericht Schwarz[16]
- 1787: Heiliges Römisches Reich, Landgrafschaft Hessen-Darmstadt, Oberfürstentum Hessen, Oberamt Alsfeld, Amt Alsfeld[17]
- ab 1806: Großherzogtum Hessen,[Anm. 2] Fürstentum Oberhessen, Oberamt Alsfeld, Amt Alsfeld[18][19]
- ab 1812: Großherzogtum Hessen, Regierungsbezirk Gießen, Amt Alsfeld[20]
- ab 1815: Großherzogtum Hessen, Provinz Oberhessen, Amt Alsfeld[21]
- ab 1821: Großherzogtum Hessen, Provinz Oberhessen, Landratsbezirk Romrod[22][Anm. 3]
- ab 1829: Großherzogtum Hessen, Provinz Oberhessen, Landratsbezirk Alsfeld (Amtssitzverlegung)
- ab 1832: Großherzogtum Hessen, Provinz Oberhessen, Kreis Alsfeld
- ab 1848: Großherzogtum Hessen, Regierungsbezirk Alsfeld
- ab 1852: Großherzogtum Hessen, Provinz Oberhessen, Kreis Alsfeld
- ab 1867: Norddeutscher Bund,[Anm. 4] Großherzogtum Hessen, Provinz Oberhessen, Kreis Alsfeld
- ab 1871: Deutsches Reich, Großherzogtum Hessen, Provinz Oberhessen, Kreis Alsfeld
- ab 1918: Deutsches Reich (Weimarer Republik), Volksstaat Hessen, Provinz Oberhessen, Kreis Alsfeld
- ab 1938: Deutsches Reich, Volksstaat Hessen, Landkreis Alsfeld[23][Anm. 5]
- ab 1945: Amerikanische Besatzungszone,[Anm. 6] Groß-Hessen, Regierungsbezirk Darmstadt, Landkreis Alsfeld
- ab 1946: Amerikanische Besatzungszone, Hessen, Regierungsbezirk Darmstadt, Landkreis Alsfeld
- ab 1949: Bundesrepublik Deutschland, Hessen, Regierungsbezirk Darmstadt, Landkreis Alsfeld
- ab 1972: Bundesrepublik Deutschland, Hessen, Regierungsbezirk Darmstadt, Vogelsbergkreis, Gemeinde Schwalmtal
- ab 1981: Bundesrepublik Deutschland, Hessen, Regierungsbezirk Gießen, Vogelsbergkreis, Gemeinde Schwalmtal

## Gerichtszugehörigkeit
Rainrod  hatte 1341 ein eigenes Gericht, später war das Gericht Schwarz zuständig. In der Landgrafschaft Hessen-Darmstadt wurde mit Ausführungsverordnung vom 9. Dezember 1803 das Gerichtswesen neu organisiert. Für das Fürstentum Oberhessen (ab 1815 Provinz Oberhessen) wurde das „Hofgericht Gießen“ eingerichtet. Es war für normale bürgerliche Streitsachen Gericht der zweiten Instanz, für standesherrliche Familienrechtssachen und Kriminalfälle die erste Instanz. Übergeordnet war das Oberappellationsgericht Darmstadt. Die Rechtsprechung der ersten Instanz wurde durch die Ämter bzw. Standesherren vorgenommen und somit war für Rainrod das Amt Alsfeld zuständig. Nach der Gründung des Großherzogtums Hessen 1806 wurden die Aufgaben der ersten Instanz 1821 im Rahmen der Trennung von Rechtsprechung und Verwaltung auf die neu geschaffenen Landgerichte übertragen. „Landgericht Alsfeld“ war daher von 1821 bis 1879 die Bezeichnung für das erstinstanzliche Gericht in Alsfeld, das heutige Amtsgericht, das für Rainrod zuständig war.
Anlässlich der Einführung des Gerichtsverfassungsgesetzes mit Wirkung vom 1. Oktober 1879, infolge derer die bisherigen großherzoglichen Landgerichte durch Amtsgerichte an gleicher Stelle ersetzt wurden, während die neu geschaffenen Landgerichte nun als Obergerichte fungierten, kam es zur Umbenennung in Amtsgericht Alsfeld und Zuteilung zum Bezirk des Landgerichts Gießen.

## Bevölkerung

### Einwohnerstruktur 2011
Nach den Erhebungen des Zensus 2011 lebten am Stichtag dem 9. Mai 2011 in Rainrod 393 Einwohner. Darunter waren 6 (1,5 %) Ausländer. Nach dem Lebensalter waren 60 Einwohner unter 18 Jahren, 141 zwischen 18 und 49, 96 zwischen 50 und 64 und 96 Einwohner waren älter. Die Einwohner lebten in 459 Haushalten. Davon waren 117 Singlehaushalte, 114 Paare ohne Kinder und 153 Paare mit Kindern, sowie 36 Alleinerziehende und 9 Wohngemeinschaften. In 93 Haushalten lebten ausschließlich Senioren und in 300 Haushaltungen lebten keine Senioren.

### Einwohnerentwicklung
| • 1791: | 317 Einwohner            |
| • 1800: | 317 Einwohner            |
| • 1806: | 356 Einwohner, 60 Häuser |
| • 1829: | 501 Einwohner, 71 Häuser |
| • 1867: | 509 Einwohner, 79 Häuser |

| Rainrod: Einwohnerzahlen von 1791 bis 2015 | Rainrod: Einwohnerzahlen von 1791 bis 2015 | Rainrod: Einwohnerzahlen von 1791 bis 2015 | Rainrod: Einwohnerzahlen von 1791 bis 2015 | Rainrod: Einwohnerzahlen von 1791 bis 2015 |
| --- | ------------------------------------------ | ------------------------------------------ | ------------------------------------------ | ------------------------------------------ |
| Jahr |                                            |                                            |                                            | Einwohner                                  |
| 1791 | 1791                                       |                                            | 317                                        | 317                                        |
| 1800 | 1800                                       |                                            | 317                                        | 317                                        |
| 1806 | 1806                                       |                                            | 356                                        | 356                                        |
| 1829 | 1829                                       |                                            | 501                                        | 501                                        |
| 1864 | 1864                                       |                                            | 509                                        | 509                                        |
| 1939 | 1939                                       |                                            | 495                                        | 495                                        |
| 1961 | 1961                                       |                                            | 530                                        | 530                                        |
| 1970 | 1970                                       |                                            | 585                                        | 585                                        |
| 2005 | 2005                                       |                                            | 438                                        | 438                                        |
| 2010 | 2010                                       |                                            | 388                                        | 388                                        |
| 2011 | 2011                                       |                                            | 393                                        | 393                                        |
| 2015 | 2015                                       |                                            | 364                                        | 364                                        |
| Datenquelle: Historisches Gemeindeverzeichnis für Hessen: Die Bevölkerung der Gemeinden 1834 bis 1967. Wiesbaden: Hessisches Statistisches Landesamt, 1968. Weitere Quellen: ; Gemeinde Schwalmtal (aus Webarchiv):; Zensus 2011 |                                            |                                            |                                            |                                            |

### Historische Religionszugehörigkeit
| • 1829: | 501 evangelische (= 100 %) Einwohner                              |
| • 1961: | 499 evangelische (= 94,15 %), 31 katholische (= 5,85 %) Einwohner |

## Kultur und Sehenswürdigkeiten
- Ein beliebtes Ausflugsziel ist die zwei Kilometer östlich von Rainrod gelegene Hardtmühle.
- Eine Sehenswürdigkeit ist die Fachwerkkirche.

## Söhne und Töchter
- Johann Conrad Susemihl (1767–1846), deutscher Zeichner und Kupferstecher